# Treinramp bij Peraliya

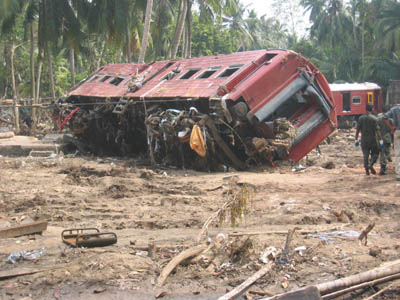
Treinramp bij Peraliya 2004, Sri Lanka

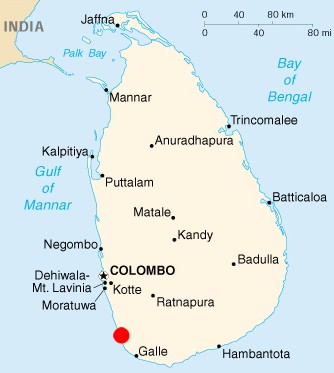
Locatie van de ramp

De treinramp bij Peraliya vond plaats in Sri Lanka op 26 december 2004 tijdens de verwoestende tsunami na de zeebeving van eerder die dag. Meer dan 1700 mensen kwamen om bij deze ramp, waarmee het de ergste treinramp is die ooit heeft plaatsgevonden.
De verongelukte trein was een sneltrein van Colombo naar Matara in het zuiden.